# Vasdavidius cobarensis
Vasdavidius cobarensis es un hemíptero de la familia Aleyrodidae, subfamilia: Aleyrodinae.
Fue descrita científicamente por primera vez por Martin en 1999.